# Kimia nemorosa
Kimia nemorosa är en tvåvingeart som beskrevs av Gong 1996. Kimia nemorosa ingår i släktet Kimia och familjen stickmyggor. Inga underarter finns listade i Catalogue of Life.